# Partners of the Trail (film 1931)
Partners of the Trail è un film del 1931 diretto da Wallace Fox. Prodotto da Trem Carr per la sua casa di produzione, aveva come interpreti Tom Tyler, Betty Mack, Lafe McKee.

## Trama
Dopo avere ucciso un uomo, Larry Condon fugge nel West, dove si unisce a John Durant, un altro fuggitivo. Entrambi si innamorano della stessa donna, Ruby Gerard, una ballerina che cerca di mettere da parte il denaro che guadagna per poter tornare a casa, nell'Est. Quando Durant viene alla fine arrestato, Larry scopre che l'amico è accusato del delitto che in realtà ha commesso proprio lui. Messo davanti alle sue responsabilità, confessa e torna nell'Est per scontare la sua condanna. Liberato dalle accuse, Durant può riunirsi alla donna cha ama.

## Produzione
Il film fu prodotto dalla Trem Carr Pictures usando per il sonoro il sistema monofonico Western Electric Sound Recording.

## Distribuzione
Distribuito dalla Monogram Pictures, il film uscì nelle sale statunitensi il 22 luglio 1931. Nello stesso anno, la Regal Films lo distribuì in Canada- In Brasile, il film è conosciuto con i titoli A Trilha da Vingança e O Caminho da Violência.